# Damn Seagulls
Damn Seagulls är ett finskt indierockband från Helsingfors, bildat 1997.
De har bland annat medverkat musikmässigt i The Dudesons               (Finland's svar på Jackass) första långfilm med låten "Once upon a time".

## Medlemmar
- Jami Auvinen - gitarr
- Lauri Eloranta - sång, gitarr
- Niko Kangas - tenorsaxofon
- Aki Karppanen - trummor
- Töni Köskinen - bas
- Jani Liuhanen - orgel

## Diskografi
- 2002 – Cool By Nature (Fullsteam Records)
- 2005 – One Night at Sirdie's (Fullsteam Records)
- 2007 – Soul Politics (Fullsteam Records)
- 2009 – Hunting Season (Fullsteam Records)